# High School Musical (seria)
High School Musical – seria filmów muzycznych dla młodzieży produkcji Disneya. Pierwszy i drugi film były produkcjami telewizyjnymi, premierowo emitowanymi w Disney Channel, trzeci był zaś filmem kinowym, a planowana czwarta część ma być znowu telewizyjna. Reżyserem całej trójki jest Kenny Ortega, a w rolach głównych występują Zac Efron, Vanessa Hudgens, Ashley Tisdale, Corbin Bleu, Lucas Grabeel i Monique Coleman.

## Filmy
| Rok  | Polski tytuł                          | Oryginalny tytuł                   | Reżyseria       | Premiera                                                  |
| ---- | ------------------------------------- | ---------------------------------- | --------------- | --------------------------------------------------------- |
| 2006 | High School Musical                   | High School Musical                | Kenny Ortega    | 20 stycznia 2006 2 grudnia 2006                           |
| 2007 | High School Musical 2                 | High School Musical 2              | Kenny Ortega    | 17 sierpnia 2007 5 października 2007                      |
| 2008 | High School Musical 3: Ostatnia klasa | High School Musical 3: Senior Year | Kenny Ortega    | 24 października 2008                                      |
| 2011 | Boska przygoda Sharpay                | Sharpay's Fabulous Adventure       | Michael Lembeck | 19 kwietnia 2011 (DVD) 22 maja 2011 (TV) 10 września 2011 |

### Spin-offy
- High School Musical: El Desafío, Argentyna (2008)
- Viva High School Musical Meksyk: Pojedynek, Meksyk
- High School Musical: O Desafío

## Fabuła

### High School Musical, 2006
Uczeń liceum w East High, Troy Bolton, w czasie zabawy sylwestrowej zostaje wybrany do wspólnego zaśpiewania karaoke z Gabriellą Montez. Tak się poznają. Okazuje się, że od nowego semestru będą chodzili razem do klasy. Tymczasem rozpoczynają się castingi do szkolnego musicalu, w którym faworytką jest najpiękniejsza i najbogatsza uczennica w szkole, Sharpay Evans wraz z bratem Ryanem. Poza tym przyjaciele nie chcą, by koszykarz i pilna uczennica interesowali się muzyką i występami teatralnymi.

### High School Musical 2, 2007
Zaczynają się wakacje. Zakochana w Troyu Sharpay chce, by pracował w należącym do jej rodziny klubie Lava Springs. Ten się zgadza i w dodatku bierze ze sobą kolegów. Sharpay jest zdenerwowana. Chce, by Bolton był jej chłopakiem, dlatego każe mu dawać różne wygody, by tylko opuścił Gabriellę i zaśpiewał z Evans w konkursie talentów. Tymczasem przyjaciele zauważają jego samolubność i się od niego odwracają.

### High School Musical 3: Ostatnia klasa, 2008
W East High zaczyna się ostatni rok nauki. Na Troya i Gabriellę spada mnóstwo obowiązków, związanych z nauką i decyzją, dotyczącej ich przyszłości. Zmagają się z faktem, że już wkrótce każde z nich będzie zmuszone pójść własną drogą. Razem z przyjaciółmi wystawiają wiosenny musical, który przywróci wspomnienia i obudzi we wszystkich nadzieję.

## Obsada
| Postać           | Film                | Film                  | Film                                  | Film                                   | Film            |
| Postać           | High School Musical | High School Musical 2 | High School Musical 3: Ostatnia klasa | High School Musical 4: East Meets West | High Stakes     |
| ---------------- | ------------------- | --------------------- | ------------------------------------- | -------------------------------------- | --------------- |
| Troy Bolton      | Zac Efron           | Zac Efron             | Zac Efron                             |                                        |                 |
| Gabriella Montez | Vanessa Hudgens     | Vanessa Hudgens       | Vanessa Hudgens                       |                                        | Vanessa Hudgens |
| Sharpay Evans    | Ashley Tisdale      | Ashley Tisdale        | Ashley Tisdale                        |                                        | Ashley Tisdale  |
| Chad Danforth    | Corbin Bleu         | Corbin Bleu           | Corbin Bleu                           |                                        |                 |
| Ryan Evans       | Lucas Grabeel       | Lucas Grabeel         | Lucas Grabeel                         |                                        |                 |
| Taylor McKessie  | Monique Coleman     | Monique Coleman       | Monique Coleman                       |                                        |                 |
| Kelsi Nielsen    | Olesya Rulin        | Olesya Rulin          | Olesya Rulin                          |                                        |                 |
| Zeke Baylor      | Chris Warren Jr.    | Chris Warren Jr.      | Chris Warren Jr.                      |                                        |                 |
| Jason Cross      | Ryne Sanborn        | Ryne Sanborn          | Ryne Sanborn                          |                                        |                 |
| Martha Cox       | Kaycee Stroh        | Kaycee Stroh          | Kaycee Stroh                          |                                        |                 |
| Pani Darbus      | Alyson Reed         | Alyson Reed           | Alyson Reed                           |                                        |                 |
| Jack Bolton      | Bart Johnson        | Bart Johnson          | Bart Johnson                          | Bart Johnson                           |                 |
| Pani Montez      | Socorro Herrera     |                       | Socorro Herrera                       |                                        |                 |
| Vance Evans      |                     | Robert Curtis Brown   | Robert Curtis Brown                   |                                        |                 |
| Pani Evans       |                     | Jessica Tuck          | Jessica Tuck                          |                                        |                 |
| Pani Bolton      | Leslie Wing Pomeroy | Leslie Wing Pomeroy   | Leslie Wing Pomeroy                   |                                        |                 |
| Pan Fulton       |                     | Mark L. Taylor        |                                       |                                        |                 |
| Tiara Gold       |                     |                       | Jemma McKenzie-Brown                  |                                        |                 |
| Donny Dion       |                     |                       | Justin Martin                         |                                        |                 |
| Jimmie Zara      |                     |                       | Matt Prokop                           |                                        |                 |
| Pan Danforth     |                     |                       | David Reivers                         |                                        |                 |
| Pani Danforth    |                     |                       | Yolanda Wood                          |                                        |                 |
| Principal Matsui | Joey Miyashima      |                       | Joey Miyashima                        |                                        |                 |